# عبد العزيز الجلابي
عبد العزيز الجلابي (مواليد 11 يونيو 1997) لاعب كرة قدم قطري يجيد اللعب في خط الهجوم لعب سابقاً مع نادي السد في دوري نجوم قطر.

## روابط خارجية
- عبد العزيز الجلابي على موقع قاعدة بيانات كرة القدم.إي يو (الإنجليزية)
- عبد العزيز الجلابي على موقع Soccerway.com (الإنجليزية)